# وكالة الفضاء الاتحادية الروسية
مؤسسة روسكوزموس الحكومية للأنشطة الفضائية (بالروسية: Государственная корпорация по космической деятельности)، وهي معروفة بالاسم روسكوزموس (بالروسية: Роскосмос)، وهي مؤسسة حكومية مسؤولة عن مجموعة واسعة من الرحلات الفضائية المتنوعة وبرامج علوم الفضاء الخاصة بالاتحاد الروسي.
كانت هذه المؤسسة جزءًا من وكالة الفضاء الفيدرالية في البداية، وتطورت المؤسسة ودمجت نفسها مع المؤسسات الحكومية الوطنية في يوم 28 ديسمبر عام 2015 بواسطة قرار رئاسي. كانت روزكوزموس، قبل عام 1992، جزءًا من وكالة الفضاء والطيران الروسية، والتي كانت معروفة باسم روزافياكوزموس.
يوجد مقر هذه المؤسسة في موسكو، بينما توجد مواقع مراكز التحكم بالمهمات الفضائية بالقرب من مدينة كوروليوف، بالإضافة إلى مركز يوري غاغارين لتدريب رواد الفضاء الموجود بمدينة ستار سيتي بمحافظة موسكو. يوجد ميناء بايكنور الفضائي، وهو أحد منشآت الإطلاق التي تستخدمها المؤسسة، في كازاخستان حيث تُجرى هناك أغلب عمليات الإطلاق، المأهولة وغير المأهولة، بالإضاقة إلى ميناء فستوتشني الفضائي أيضًا الذي شُيد في الشرق الأقصى الروسي بأوبلاست أمور.
أصبح دميتري روغوزين مديرًا للمؤسسة منذ مايو عام 2018. ودمجت الحكومة الروسية، في عام 2015، روزكوزموس بالمؤسسة المتحدة للصواريخ والفضاء، وبشركات صناعة الفضاء الروسية التي ُاعيد تأميمها، لتشكيل مؤسسة روزكوزموس الحكومية.

## البرامج الحالية

### الاشتراك في محطة الفضاء الدولية
تعتبر وكالة الفضاء الروسية أحد الشركاء في برنامج محطة الفضاء الدولية (ISS)؛ إذ ساهمت الوكالة بالوحدات الفضائية الأساسية التي أُلحقت بالمحطة وهما وحدتي (زاريا) و(زفيزدا [الإنجليزية])، اللتان أُطلقتا إلى الفضاء على متن صواريخ بروتون الروسية، والتحمتا بعد ذلك بالوحدة المسماة (نود 1 [الإنجليزية]) التابعة لوكالة ناسا في محطة الفضاء الدولية. أُطلقت أيضًا وحدة راسفيت [الإنجليزية] الروسية على متن مكوك الفضاء أتلانتس، وستُستخدم هذه الوحدة بشكل رئيسي في تخزين الحمولات ولتكون منفذًا للإلتحام مع المركبات الفضائية التي تزور المحطة، أما وحدة ناوكا [الإنجليزية] الروسية الأخرى فهي آخر المكونات المُلحقة بمحطة الفضاء الدولية، وقد تأجل إطلاقها عدة مرات منذ عام 2007، ولكنها ألحقت أخيرًا بمحطة الفضاء الدولية في يوليو عام 2021، وعلاوةً على ذلك، تعتبر وكالة الفضاء الروسية مسؤولةً أيضًا عن عمليات إطلاق البعثات المأهولة بواسطة مركبات سويوز تي إم إيه الفضائية الروسية، وعمليات تزويد المحطة بالإمدادات عن طريق مركبات النقل الفضائي التي تسمى بروغريس وهي روسية الصنع أيضًا.
بعد انتهاء العقد المبدئي بين محطة الفضاء الدولية وناسا، تعاقدت ناسا (بموافقة الحكومة الأمريكية) مع وكالة الفضاء الروسية بعقد سار حتى عام 2011، وطبقًا لبنود العقد ستبيع وكالة الفضاء الروسية لناسا المساحات المتوفرة على مركبات سايوز الروسية بمبلغ يعادل 21 مليون دولار لكل شخص يسافر إلى محطة الفضاء الدولية كرحلة ذهاب فقط أو عودة فقط (أو ما يعادل 42 مليون دولار للشخص الواحد في رحلتي الذهاب والإياب إلى محطة الفضاء الدولية)، كما ستقوم وكالة الفضاء الروسية طبقا للعقد بإطلاق رحلات فضائية لمركبات بروغريس لنقل البضائع (بقيمة 50 مليون دولار لكل رحلة كما تنص دراسة هندسة أنظمة الاستكشاف [الإنجليزية])، أعلنت وكالة الفضاء الروسية أنها (وبعد توقيع هذا العقد) ستضاعف عدد رحلات سويوز المأهولة لتصبح أربع رحلات سنويًا وستضاعف أيضًا رحلات مركبات بروغريس لتصبح ثماني رحلات سنويًا بدايةً منذ عام 2008.
تقدم وكالة الفضاء الروسية أيضًا خدمة سياحة الفضاء للركاب الذين يدفعون الرسوم إلى محطة الفضاء الدولية من خلال شركة سبيس أدفنشرز [الإنجليزية]. بحلول عام 2009، تعاقد ستة سياح فضاء مع وكالة الفضاء الروسية وسافروا إلى الفضاء، وقُدرت الرسوم التي دفعها كل سائح بنحو 20 مليون دولار أمريكي على الأقل.[بحاجة لمصدر]

### البرامج العلمية
تدير وكالة الفضاء الروسية عددًا من البرامج المتعلقة بعلوم الأرض، والاتصالات، والبحث العلمي. تتضمن المشاريع المستقبلية المركبة التي ستكون خليفةً لمركبة سويوز، ومركبة أوريل الفضائية، والمهمات العلمية الروبوتية إلى أحد أقمار كوكب المريخ بالإضافة إلى زيادة عدد الأقمار الاصطناعية البحثية حول القمر.
- مركبة لونا-غلوب المدارية حول القمر المزودة بمستشعرين مخترقين للسطح، وخُطط لإطلاق هذه المركبة في عام 2025.
- مركبة فينيرا دي للهبوط على كوكب الزهرة، وخُطط لإطلاق هذه المركبة في عام 2025.
- مركبة فوبوس-غرانت، وهي مهمة أُطلقت إلى كوكب المريخ، وفُقدت المركبة في مدار أرضي منخفض عام 2012.

### الصواريخ
تستخدم روزكوزموس عائلةً من صواريخ متعددة، أشهرها الصاروخ آر 7، والمعروف باسم صاروخ سويوز، وهو قادر على إطلاق نحو 7.5 طن إلى مدار أرضي منخفض (LEO). يتميز صاروخ بروتون، أو الصاروخ يو آر 500 كيه، بقدرته على رفع ما يزيد عن عشرين طنًا إلى المدار الأرضي المنخفض. توجد بعض الصواريخ الصغيرة أيضًا مثل الصاروخ روكوت وبعض المحطات الأخرى.
تضم العمليات الحالية لتطوير الصواريخ نظامًا صاروخيًا جديدًا، وهو الصاروخ أنغارا، بالإضافة إلى تحسينات على الصاروخ سويوز، وسويوز 2، وسويوز-2-3. نجحت روزكوزموس في اختبار تعديلين على الصاروخ سويوز، وهما سويوز 2.1 إيه وسويوز 2.1 بي، وحسن التعديلان من قدرة إطلاق الصاروخ لتصل إلى 8.5 طن إلى المدار الأرضي المنخفض.

### مركبة فضائية مأهولة جديدة
تعتبر مركبة كليبر أحد مشاريع وكالة الفضاء الروسية التي كانت منتشرةً بوسائل الإعلام في عام 2005، وهي مركبة فضائية صغيرة قابلة لإعادة الاستخدام، وتتبع تصميم الجسم الرافع للطائرات. وبالرغم من تواصل وكالة الفضاء الروسية مع وكالة الفضاء الأوروبية (ESA) ومنظمة استكشاف الفضاء اليابانية (JAXA)، بالإضافة إلى وكالات أخرى، ليتشاركوا معًا في تكاليف تطوير المشروع، صرحت الوكالة أنها ستسمر في تطوير مشروعها حتى لو توقف دعم الوكالات الفضائية الأخرى للمشروع. كان هذا التصريح مدعومًا بموافقة الحكومة على ميزانية الوكالة للفترة بين عامي 2006 حتى 2015، والتي تتضمن التمويل الضروري لمشروع كليبر. ومع ذلك، ُالغي مشروع كليبر في يوليو عام 2006، واستُبدل بالمشروع الجديد أوريل. ولم تُطلَق أي مركبات جديدة منذ عام 2016.

### الأنظمة الفضائية
تعتبر «ريسورس بي» سلسلةً من الأقمار الاصطناعية التجارية الروسية لرصد الأرض، وهي قادرة على الحصول على صور بدقة عالية تصل إلى 1.0 متر. تُدار المركبات الفضائية بواسطة روزكوزموس باعتبارها بديلًا للقمر الاصطناعي ريسورس دي كيه رقم 1.
أنشأت روزكوزموس نظامًا فضائيًا في مدار شديد الإهليجية (HEO) باسم «أركتيك» لدراسة المشاكل المتعلقة بعلم المياه والطقس في المنطقة القطبية الشمالية والمناطق الشمالية من كوكب الأرض، وذلك بمساعدة مركبتين فضائيتين باسم «أركتيكا إم»، وفي المستقبل، يمكن أن تُنشئ الوكالة قمرًا اصطناعيًا للاتصالات ضمن هذا النظام باسم «أركتيكا إم إس» بالإضافة إلى أقمار اصطناعية رادارية باسم «أركتيكا أر».
أطلقت روزكوزموس قمران اصطناعيان باسم «أوبزور أر» لاستشعار الأرض عن بعد، مع رادار مصفوفة المسح الإلكتروني النشط (AESA) وأربع مركبات فضائية باسم «أوبزور أو»، بغرض التقاط صورًا لسطح الأرض في نطاق الضوء العادي والأشعة تحت الحمراء في رقعة من الأرض بعرض 80 كيلومترًا بدقة 10 أمتار.
غونيتس: وهو نظام لأقمار اصطناعية مدنية للاتصالات بمدار أرضي منخفض. يتكون هذا النظام، حتى عام 2016، من 13 قمرًا اصطناعيًا، 12 من نوع غونيتس إم، وواحد من نوع غونيتس دي 1.

### تجربة تزاوج الوزغة
أطلقت وكالة الفضاء الروسية الفيدرالية روزكوزموس القمر الاصطناعي فوتون إم 4 في يوم 14 يوليو عام 2014، والذي يحتوي على مجموعة من خمس وزغان، وسط مجموعة من النباتات والحيوانات الأخرى. تتألف مجموعة الوزغان من أربع إناث وذكر واحد، واستُخدمت هذه المجموعة باعتبارها جزءًا من برنامج غيكو إف 4 البحثي الذي كان يهدف إلى قياس آثار انعدام الوزن على قدرة السحالي على الإنجاب والتطور في البيئات القاسية. ومع ذلك، فقد مركز التحكم بالمهمة الاتصال بالمركبة، عقب خروجها من الغلاف الجوي للأرض بفترة قليلة، ما أدى إلى محاولة المركز مرةً أخرى لإعادة الاتصال بالمركبة، ولم تنجح هذا المحاولة إلا في أواخر هذه المهمة. وأبلغ باحثو الوكالة الفضائية، عندما عاد القمر الاصطناعي إلى الأرض بعد خفض مدة المهمة إلى 44 يومًا بدلًا من مدة الشهرين المُخطط لهما، أن الوزغان هلكوا خلال مراحل سفرهم إلى الفضاء.
صرح الفريق العلمي المسؤول عن المشروع أن السبب الحقيقي لهلاك الوزغان غير معروف. أشارت التقارير من معهد المسائل الطبية والحيوية في روسيا أن السحالي كانت ميتةً لمدة أسبوع على الأقل قبل عودتها إلى الأرض. فسر عدد من العلماء المرتبطين بهذه المهمة أنه من المحتمل تجمد هذه الزواحف من ذوات الدم البارد حتى الموت بسبب حدوث عطل في نظام تدفئة المركبة.
ضمت هذه المهمة أيضًا عددًا من ذباب الفاكهة، والنباتات، وفطريات عيش الغراب، ونجت هذه الكائنات جميعها خلال المهمة.

## التحكم بالإطلاق
تعتبر القوات الفضائية العسكرية (VKO) نظيرًا عسكريًا لوكالة الفضاء الروسية. تتحكم القوات الفضائية العسكرية بمنشأة إطلاق ميناء بليسيتسك الفضائي. وتتشارك القوات الفضائية العسكرية مع وكالة الفضاء الروسية في التحكم بميناء بايكنور الفضائي، إذ تتحمل وكالة الفضاء الروسية نفقات أجور مراقبي الرحلات التابعين للقوات الفضائية العسكرية خلال مراقبتهم لعمليات الإطلاق المدنية. تتشارك وكالة الفضاء الروسية أيضًا مع القوات الفضائية العسكرية في التحكم بمركز يوري غاغارين لتدريب رواد الفضاء. أعلنت روسيا أنها ستُنشئ ميناءً فضائيًا جديدًا بمدينة تسيولكوفسكي في أوبلاست أمور. حُدد موعد الانتهاء من إنشاء ميناء فستوتشني الفضائي بحلول عام 2018.

## معرض صور

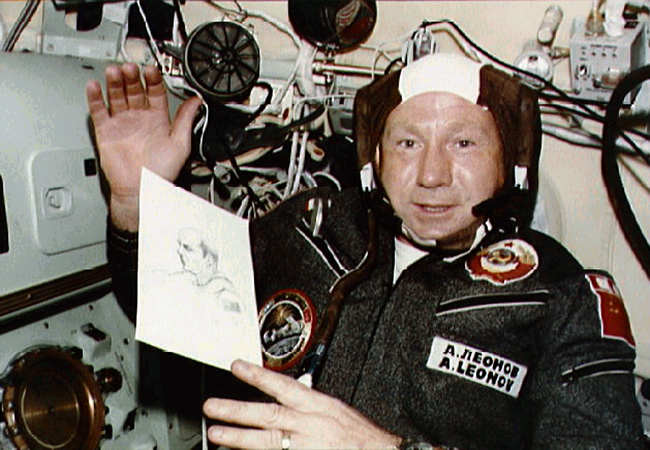
رائد الفضاء أليكسي ليونوف ، أول شخص يقوم بالسير في الفضاء.
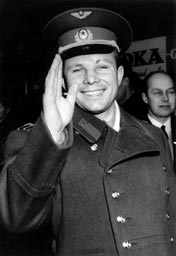
رائد الفضاء يوري جاجارين ، أول إنسان يطير في الفضاء ويدور حول الأرض.
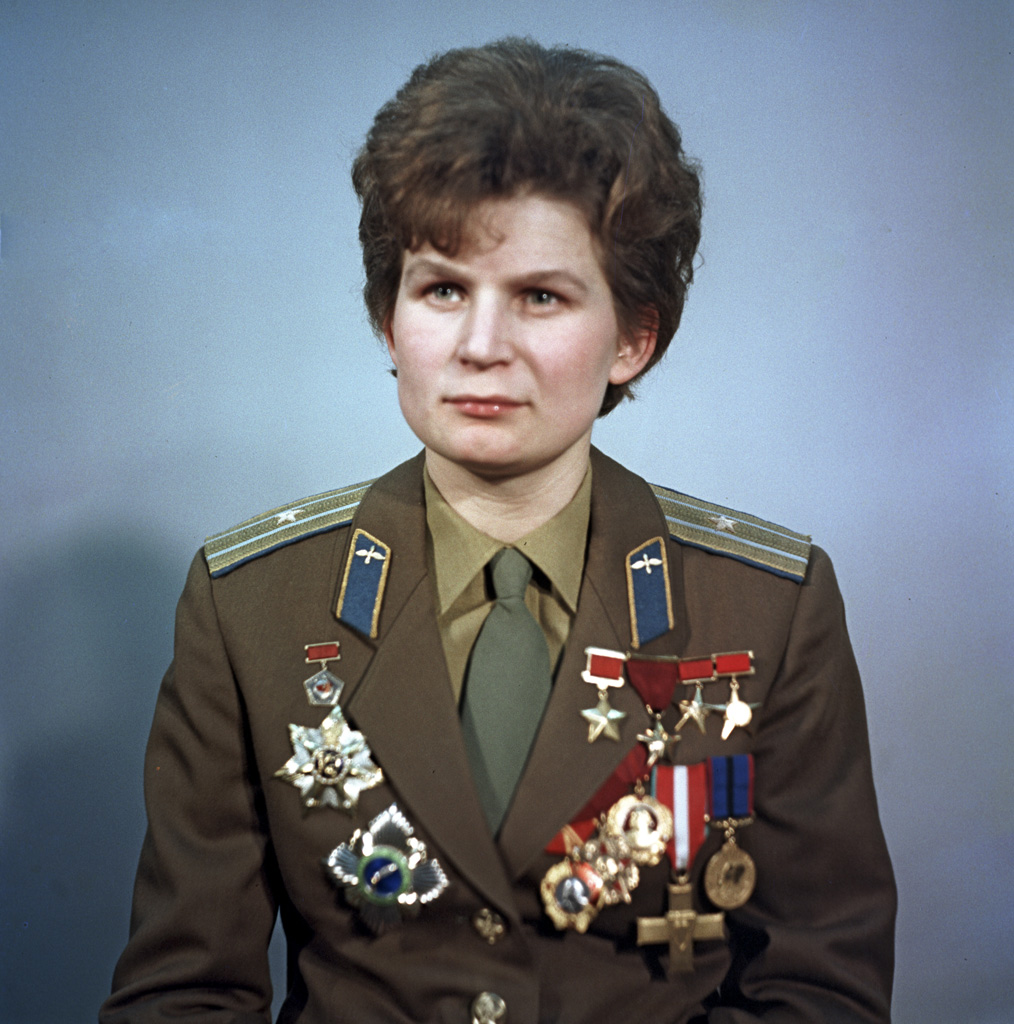
رائدة الفضاء فالنتينا تيريشكوفا ، أول امرأة تطير في الفضاء.

## وصلات خارجية
- (بالروسية) RKA home page (Russian)
- RKA home page in English
- Russian Space Program
- The future of the Russian space program. Infographics from وكالة أنباء نوفوستي.